# (997) Priska
(997) Priska es un asteroide perteneciente al cinturón de asteroides descubierto el 12 de julio de 1923 por Karl Wilhelm Reinmuth desde el observatorio de Heidelberg-Königstuhl, Alemania.
Está posiblemente nombrado por una chica del calendario Lahrer Hinkender Bote.